# Gaëlle Skrela
Gaëlle Skrela (24 de janeiro de 1983) é uma basquetebolista profissional francesa.

## Carreira
Gaëlle Skrela integrou a Seleção Francesa de Basquetebol Feminino, na Rio 2016, ficando na quarta coloação.